# Paral·lel 86° sud
El paral·lel 86° sud és una línia de latitud que es troba a 86 graus sud de la línia equatorial terrestre. Travessa l'Antàrtida.

## Geografia
En el sistema geodèsic WGS84, al nivell de 86° de latitud sud, un grau de longitud equival a 7,791 km; la longitud total del paral·lel és de 2.805 km, que és aproximadament 7,0% de la de l'equador, del que es troba a 9.555 km i a 447 km del pol Sud

## Arreu del món
A partir del Meridià de Greenwich i cap a l'est, el paral·lel 86° sud passa totalment per l'Antàrtida. Des d'aquest paral·lel fins al Pol Sud totes les latituds passen sobre terra.